# Lex loci delicti
Lex loci delicti este un concept specific dreptului internațional privat și se referă la legea țării în care a fost săvârșit faptul juridic ilicit, în termeni de obligații ne-contractuale. 